# Conobrium occidentalis
Conobrium occidentalis là một loài bọ cánh cứng trong họ Cerambycidae.